# Iakovos Rizos

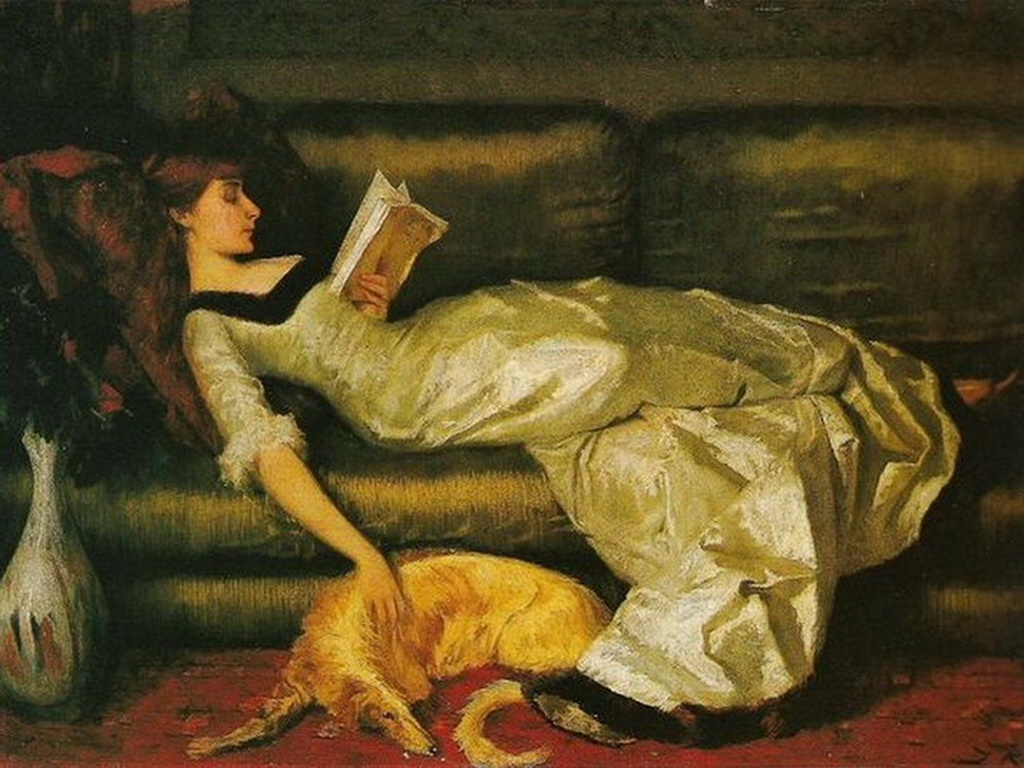
Iakovos Rizos: Frau, auf dem Sofa liegend

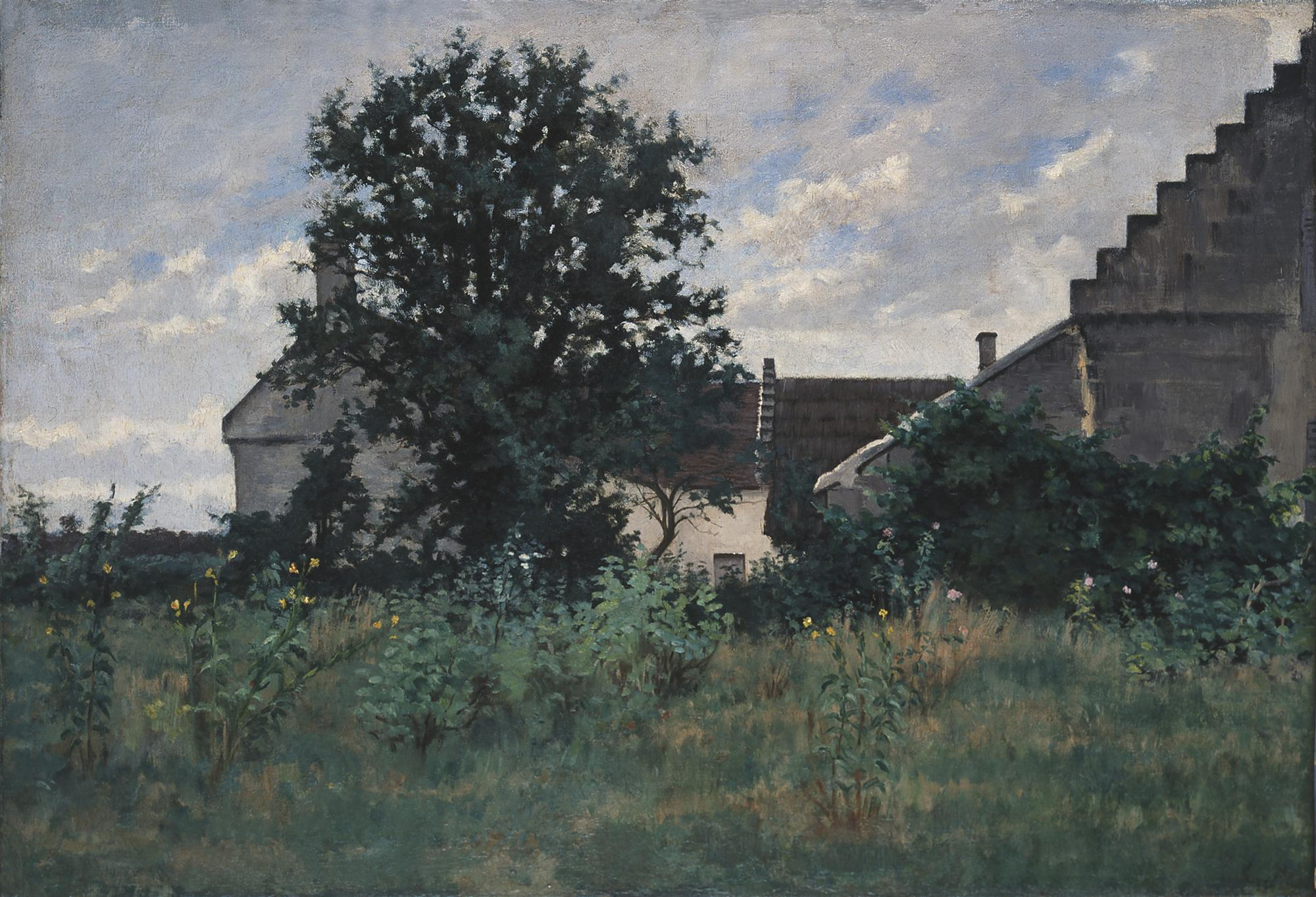
Iakovos Rizos: Landschaft in der Picardie

Iakovos Rizos (auch Jacques Rizo, griechisch Ιάκωβος Ρίζος, geboren 1849 in Athen; gestorben 1926 in Paris) war ein griechischer Maler, der überwiegend in Frankreich lebte.

## Leben und Werk
Iakovos Rizos kam 1849 in Athen zur Welt. Seine Familie gehörte zum Großbürgertum; der Großvater Iakovos Rhizos Nerulos war Schriftsteller und Außenminister. Iakovos Rizos ließ sich als junger Mann in Paris nieder, wo er seine künstlerische Ausbildung bei Alexandre Cabanel an der École des Beaux Arts erhielt. Danach lebte er bis zu seinem Tod 1926 in Paris und kehrte nur zu Besuchen in seine griechische Heimat zurück. Er nahm mehrfach erfolgreich am Salon de Paris teil und stellte auf den Pariser Weltausstellungen 1878 und 1900 aus. In seiner Heimat waren seine Werke auf den Panhellenischen Ausstellungen 1888 und 1889 im Athener Zappeion und 1901 und 1902 in den Räumen der Vereinigung Parnassos zu sehen. Rizos stand den Künstlern des Impressionismus nahe; er bewunderte die Werke von Edgar Degas und zählte Pierre-Auguste Renoir zu seinen Freunden. Dieser Einfluss wird vor allem in seinen Landschaftsbildern deutlich, die er in der Umgebung von Paris malte. Häufig schuf er jedoch mit nahezu fotografischer Genauigkeit Interieurs mit Frauen in eleganter Kleidung des Fin de Siècle. Er orientierte sich dabei am akademischen Stil seines Lehrers Cabanel. Mit dieser Motivwahl setzte sich Rizos deutlich von vielen seiner zeitgenössischen Malerkollegen in Griechenland ab, die in ihren Werken eher das ländliche Leben darstellten. Zu seinen Hauptwerken gehört das 1897 entstandene Gemälde Auf der Terrasse (auch Athener Abend), das er erfolgreich in der Athener Kunstausstellung 1899 zeigte und für das er auf der Pariser Weltausstellung 1900 eine Silbermedaille erhielt. Die Nationalgalerie in Athen besitzt mehrere seiner Werke.